# أوتو غوتليب
أوتو غوتليب (بالبرتغالية: Otto Gottlieb‏) هو كيميائي برازيلي، ولد في 31 أغسطس 1920 في برنو في التشيك، وتوفي في 19 يونيو 2011 في ريو دي جانيرو في البرازيل.